# Luis Suárez
Luis Alberto Suárez Díaz (n. 24 ianuarie 1987, Salto, Uruguay) este un fotbalist uruguayan, care joacă pe post de atacant la Inter Miami în Major League Soccer. Pe plan internațional, are prezențe la națională pentru Uruguay U20⁠(d), Uruguay U23⁠(d) și Uruguay.
Poreclit „El Pistolero” ('Pistolarul'), Luis Suárez este considerat unul dintre cei mai buni atacanți ai generației sale.

## Cariera de club
Luis Suárez s-a născut la 24 ianuarie 1987 în orașul Salto, în Uruguay. La vârsta de 14 ani a intrat la academia de tineret a clubului Nacional, unul din cele mai populare din Uruguay. A impresionat la juniori, și astfel a fost promovat la echipa mare. A marcat primul său gol în 2005 ajutându-și echipa să câștige campionatul în acel sezon, în care per total a jucat 27 de meciuri și a marcat 10 goluri.
În 2006, la vârsta de 19 ani, a fost transferat la FC Groningen în Olanda, echipă la care a marcat 10 goluri în 29 de meciuri. A impresionat prin evoluțiile sale pe Ajax Amsterdam, iar în scurt timp a fost transferat la titrata echipă olandeză pentru suma de 7,5 mln euro.

### Ajax

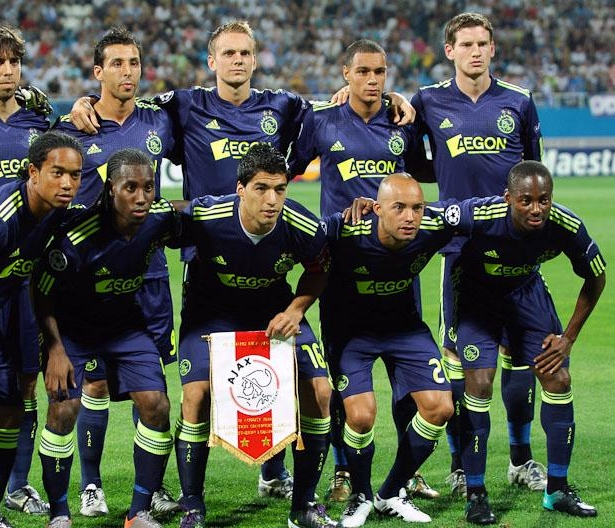
Suárez la Ajax în 2010, în calitate de căpitan

În primul sezon marcase 17 goluri în 33 de meciuri, făcând un cuplu prolific în atac alături de Klaas-Jan Huntelaar, care în acel sezon a devenit golgheter. În următorul sezon a marcat 22 de goluri în 31 de meciuri. Sezonul 2009-2010, în care a devenit și căpitan al echipei, a fost cel mai productiv pentru Luis Suárez la Ajax în campionat, marcând 35 de goluri în 33 de meciuri. În Europa marcase de 6 ori în 9 meciuri. În sezonul 2010-2011 marcase al 100-lea gol pentru Ajax, intrând astfel în istoria echipei și se alătura marilor jucători precum Johan Cruyff, Marco van Basten sau Dennis Bergkamp.
Pe durata cât a jucat la Ajax, Suárez a marcat 111 goluri în 159 de meciuri. Luis Suárez a avut ocazia să le cunoască pe legendele Ajaxului: Van Basten, Bergkamp, Frank de Boer și Henk ten Cate, învățând fotbal de la ei atât timp cât a fost la club.

### Liverpool

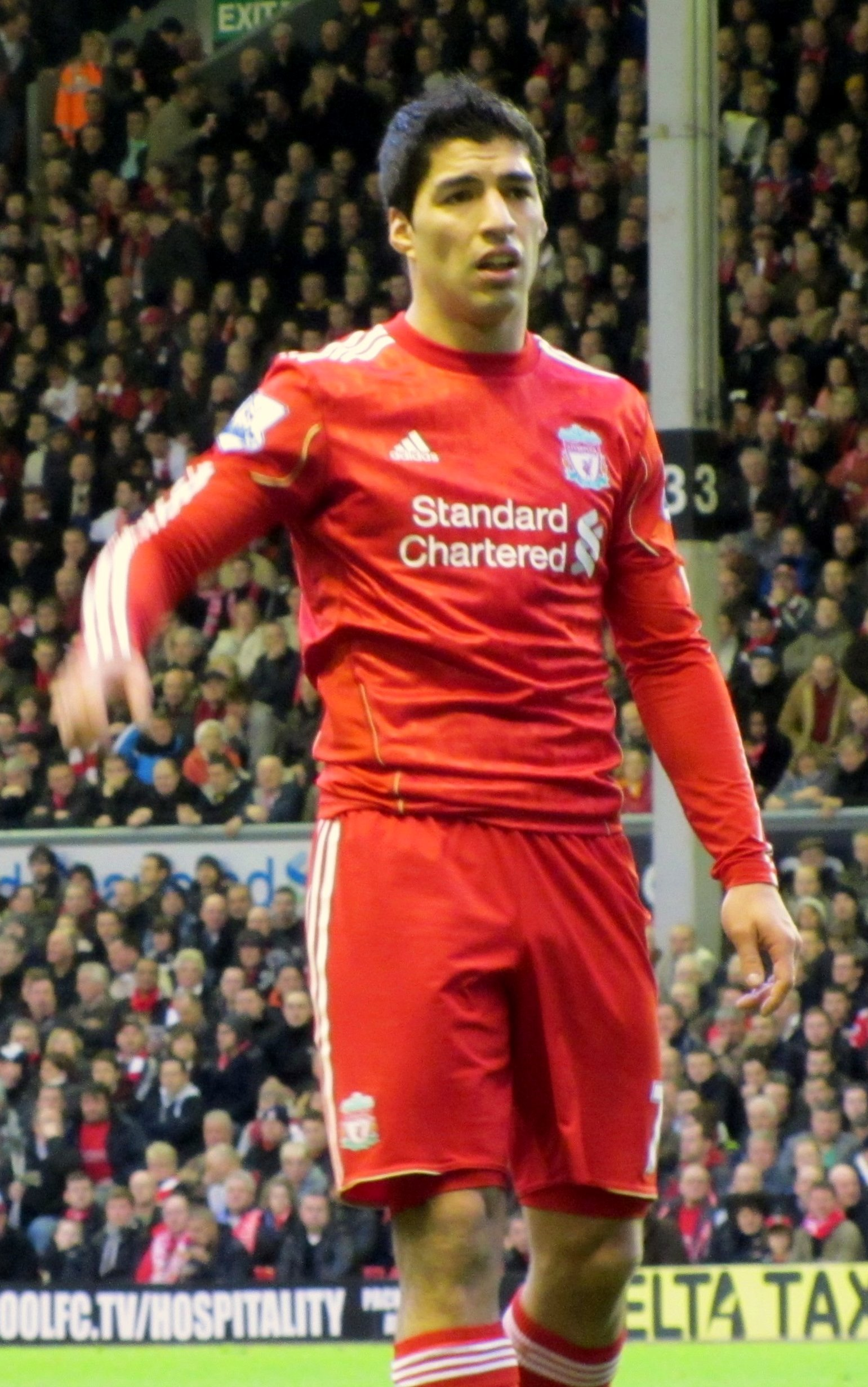
Suárez la Liverpool în decembrie 2011

Pe 28 ianuarie 2011 Ajax a anunțat oficial că aceptă oferta lui Liverpool FC de 26,5 mln euro. Pe 31 ianuarie „cormoranii” au anunțat că Luis Suarez a semnat un contract cu clubul de pe Anfield. A primit tricoul cu numărul 7, purtat ani de-a rândul de fostul mare jucător Kenny Dalglish.
Primul gol în tricoul cormoranilor l-a reușit chiar în meciul de debut. Pe 2 februarie 2011, întrând pe teren în minutul 63 în locul lui Fabio Aurelio, acesta a marcat golul de 2 la 0 în minutul 79, stabilind astfel și scorul final al întâlnirii.
În luna martie a aceluiași an, a fost considerat jucătorul lunii la Liverpool, de către sponsorul oficial al echipei Standard Chartered. Astfel de premiu a primit și în lunile mai, septembrie, octombrie și decembrie.
În primul sezon Suarez i-a ajutat pe cormorani să urce de pe locul 12 pe 6. În februarie 2012 a câștigat primul trofeu cu Liverpool - Cupa Ligii Angliei.
Sezonul 2012-2013 Suarez l-a încheiat cu 23 de goluri în Premier League și cu 30 în toate competițiile. Astfel a devenit golgheterul echipei.
Pe 20 decembrie 2013 acesta și-a prelungit contractul cu Liverpool, fiind astfel cel mai bine plătit jucător din istoria echipei încasând 240.000 euro pe săptămână.

### Barcelona
Pe 11 iulie 2014, FC Barcelona a anunțat că clubul și Luis Suárez au ajuns la un acord pentru semnarea unui contract și transferul lui de la FC Liverpool contra unei sume de aproximativ 75 de milioane de lire sterline. Clubul a confirmat  că Suárez va purta numărul 9 pe tricou în sezonul 2014–15.

## Cariera la națională
La naționala de tineret Luis Suarez a jucat 4 meciuri și a marcat 2 goluri.
Pe 8 februarie 2007 a debutat la echipa mare a Uruguay-ului, aducând victoria în meciul cu Columbia scor 3-1. Acesta a fost și eliminat în acel meci. În calificările contând pentru Campionatul Mondial de Fotbal 2010 Luis a jucat 19 din cele 20 de meciuri și a marcat 5 goluri.

### Campionatul Mondial de Fotbal 2010
A marcat unicul gol în ultimul meci al grupei A, contra naționalei Mexicului. În optimi a reușit o dublă cu Coreea de Sud și a calificat naționala în sferturi, unde au întâlnit reprezentativa Ghanei. În minutul 120 al meciului, Suarez respinge cu mâna de pe linia porții o minge care altfel ar fi intrat în poartă. A fost eliminat, a fost acordat penalty pentru Ghana, însă Asamoah Gyan a ratat, trimițând în transversală. La loviturile de departajare de dupa meci, Uruguay a câștigat mergând în semifinale. La acel turneu, și-a ajutat echipa doar în meciul pentru locul 3, în care au întâlnit Germania, pierzând însă cu 3-2.

### Copa América 2011
Pe 24 iulie 2011 Uruguay câștiga Copa América 2011 din Argentina. În finală au întâlnit naționala statului Paraguay, învingând-o cu scorul de 3-0, meci în care Luis a deschis scorul, și a mai oferit o pasă de gol. În total a jucat 6 meciuri, a marcat 4 goluri, și a fost numit cel mai bun jucător al turneului.
Pe 11 noiembrie 2011 timp de 32 de minute Luis Suarez a reușit un poker (4 goluri într-un meci) împotriva celor din Chile, meci contând pentru preliminariile Campionatul Mondial de Fotbal 2014.

### Campionatul Mondial de Fotbal 2014

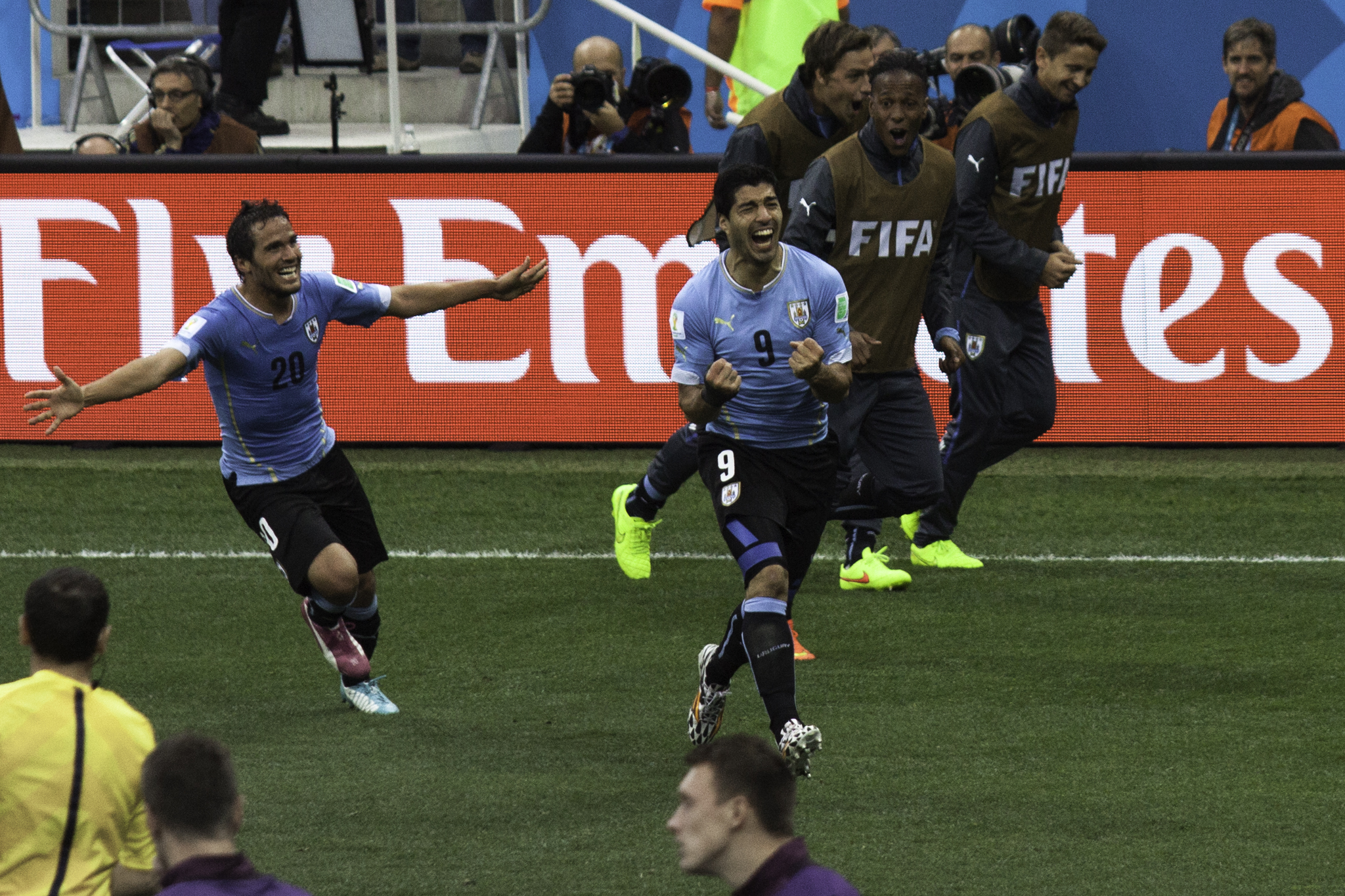
Suárez (centru) sărbătorind marcarea unuia din cele două goluri marcate Angliei (alături este Álvaro González)

Suárez a terminat calificările pentru Campionatul Mondial de Fotbal 2014 ca golgheter în secțiunea sud-americană cu 11 goluri. În noiembrie 2013, Uruguay a câștigat Iordania cu 5–0 la general într-un play-off intercontinental pentru calificare la Campionatul Mondial de Fotbal 2014 din Brazilia.
Pe 22 mai, Suárez a suferit o intervenție chirurgicală de urgență la genunchiul stâng. El a fost limitat la un scaun cu rotile pentru un timp, ceea ce a generat zvonuri că el ar rata participarea la Cupa Mondială. El a fost anunțat ca rezervă pentru primul meci Uruguayului, o înfrângere cu 3–1 în fața Costa Ricăi, și nu a luat parte în acel meci. Suárez a debutat în cel de-al doilea meci al Uruguayului, contra Angliei și a marcat ambele goluri ale echipei sale din victoria cu 2–1, de pe Arena Corinthians din São Paulo.
Acestea sunt doar niște lucruri care se întâmplă pe teren. Am fost doar noi doi în interiorul zonei și a dat peste mine cu umărul lui și asta e modul în care ochiul meu a avut de suferit, de asemenea. Există lucruri care se întâmplă pe teren și nu ar trebui să facă o astfel de zarvă mare din ele. 
În ultimul meci din grupă, din 24 iunie, Uruguayul avea nevoie să câștige impotriva echipei lui Gianluigi Buffon pentru a se califica în optimi, în timp ce Italiei îi era suficientă și o egalitate. În minutul 79 al meciului, la scorul de 0–0, Suárez l-a mușcat pe fundașul italian Giorgio Chiellini în timp ce aceștia așteptau o centrare. Reluările au arătat că Suárez s-a repezit la Chiellini și l-a mușcat de umăr (Chiellini arătând apoi semnul de la mușcătură), după care Suárez a căzut jos și se ținea de față. Acesta a fost cel de-al treilea caz de mușcare din cariera lui Suárez. Italienii protestau în fața arbitrului mexican Marco Antonio Rodríguez că nu l-a penalizat pe Suárez, iar Uruguayul a câștigat un corner la faza căruia a marcat un gol, la final câștigând cu 1–0 și calificându-se optimile de finală, eliminând Italia. Două zile mai târziu Comitetul Disciplinar FIFA l-a penalizat pe Suárez cu interdicție pentru 9 meciuri internaționale, privându-l astfel de dreptul de a-și continua evoluția la Cupa Mondială. De asemenea el nu mai are dreptul să ia parte la nicio activitate fotbalistică (inclusiv să intre pe terenul de fotbal) pe o durată de 4 luni, fiind și amendat cu 100.000 CHF (aprox. 65.700 £ sau 82.247 de euro). Verdictul nu-i interzice însă lui Suárez să se transfere la alt club.
Asociația Uruguayană de Fotbal (AUF) a anunțat că va face apel contra deciziei FIFA. Președintele AUF, Wilmar Valdez, a numit suspendarea "total exagerată". Căpitanul Uruguayului, Diego Lugano, insista că Suárez nu a făcut nimic greșit, în timp ce media uruguayană a fost remarcată într-o stare de apărare. Avocatul lui Suárez a afirmat: "Noi nu avem nici un dubiu că aceasta a fost o campanie europeană contra lui Suárez".

## Viața personală
Luis Suarez s-a născut la Salto în Uruguay, fiind al patrulea din cei 7 copii ai familiei. La vârsta de 7 ani, împreună cu familia, s-a mutat la Montevideo. Când avea 9 ani, părinții săi au divorțat, și chiar dacă a rămas cu mama și cu frații săi, Luis a rămas în relații bune și cu tatăl său. Fratele său mai mare, Paolo Suarez, joacă de asemenea la formația Isidro Metapan.
În 2009, s-a căsătorit cu iubita sa din copilărie Sofia Balbi. Pe 5 august 2010, s-a născut primul lor copil,o fetiță ce poartă numele de Delfina.
Pe 26 septembrie 2013, Sofia a născut cel de-al doilea copil, un băiețel pe nume Benjamin. Atacantul a marcat nașterea fiului său prin golurile împotriva celor de la Sunderland.

## Statistici carieră

### Club
La 3 mai 2025. 
| Club            | Sezon         | Campionat                   | Campionat | Campionat | Cupa    | Cupa   | Cupa Ligii | Cupa Ligii | Continental | Continental | Altele  | Altele | Total   | Total  |
| Club            | Sezon         | Divizie                     | Meciuri   | Goluri    | Meciuri | Goluri | Meciuri    | Goluri     | Meciuri     | Goluri      | Meciuri | Goluri | Meciuri | Goluri |
| --------------- | ------------- | --------------------------- | --------- | --------- | ------- | ------ | ---------- | ---------- | ----------- | ----------- | ------- | ------ | ------- | ------ |
| Nacional        | 2005          | Primera División de Uruguay | 0         | 0         | —       | —      | —          | —          | 1           | 0           | —       | —      | 1       | 0      |
| Nacional        | 2005–06       | Primera División de Uruguay | 27        | 10        | —       | —      | —          | —          | 3           | 0           | 4       | 2      | 34      | 12     |
| Nacional        | Total         | Total                       | 27        | 10        | —       | —      | —          | —          | 4           | 0           | 4       | 2      | 35      | 12     |
| Groningen       | 2006–07       | Eredivisie                  | 29        | 10        | 2       | 1      | —          | —          | 2           | 1           | 4       | 3      | 37      | 15     |
| Ajax            | 2007–08       | Eredivisie                  | 33        | 17        | 3       | 2      | —          | —          | 4           | 1           | 4       | 2      | 44      | 22     |
| Ajax            | 2008–09       | Eredivisie                  | 31        | 22        | 2       | 1      | —          | —          | 10          | 5           | —       | —      | 43      | 28     |
| Ajax            | 2009–10       | Eredivisie                  | 33        | 35        | 6       | 8      | —          | —          | 9           | 6           | —       | —      | 48      | 49     |
| Ajax            | 2010–11       | Eredivisie                  | 13        | 7         | 1       | 1      | —          | —          | 9           | 4           | 1       | 0      | 24      | 12     |
| Ajax            | Total         | Total                       | 110       | 81        | 12      | 12     | —          | —          | 32          | 16          | 5       | 2      | 159     | 111    |
| Liverpool       | 2010–11       | Premier League              | 13        | 4         | 0       | 0      | 0          | 0          | 0           | 0           | —       | —      | 13      | 4      |
| Liverpool       | 2011–12       | Premier League              | 31        | 11        | 4       | 3      | 4          | 3          | —           | —           | —       | —      | 39      | 17     |
| Liverpool       | 2012–13       | Premier League              | 33        | 23        | 2       | 2      | 1          | 1          | 8           | 4           | —       | —      | 44      | 30     |
| Liverpool       | 2013–14       | Premier League              | 33        | 31        | 3       | 0      | 1          | 0          | —           | —           | —       | —      | 37      | 31     |
| Liverpool       | Total         | Total                       | 110       | 69        | 9       | 5      | 6          | 4          | 8           | 4           | —       | —      | 133     | 82     |
| Barcelona       | 2014–15       | La Liga                     | 27        | 16        | 6       | 2      | —          | —          | 10          | 7           | —       | —      | 43      | 25     |
| Barcelona       | 2015–16       | La Liga                     | 35        | 40        | 4       | 5      | —          | —          | 9           | 8           | 5       | 6      | 53      | 59     |
| Barcelona       | 2016–17       | La Liga                     | 35        | 29        | 6       | 4      | —          | —          | 9           | 3           | 1       | 1      | 51      | 37     |
| Barcelona       | 2017–18       | La Liga                     | 33        | 25        | 6       | 5      | —          | —          | 10          | 1           | 2       | 0      | 51      | 31     |
| Barcelona       | 2018–19       | La Liga                     | 33        | 21        | 5       | 3      | —          | —          | 10          | 1           | 1       | 0      | 49      | 25     |
| Barcelona       | 2019–20       | La Liga                     | 28        | 16        | 0       | 0      | —          | —          | 7           | 5           | 1       | 0      | 36      | 21     |
| Barcelona       | Total         | Total                       | 191       | 147       | 27      | 19     | —          | —          | 55          | 25          | 10      | 7      | 283     | 198    |
| Atlético Madrid | 2020–21       | La Liga                     | 32        | 21        | 0       | 0      | —          | —          | 6           | 0           | —       | —      | 38      | 21     |
| Atlético Madrid | 2021–22       | La Liga                     | 35        | 11        | 2       | 1      | —          | —          | 7           | 1           | 1       | 0      | 45      | 13     |
| Atlético Madrid | Total         | Total                       | 67        | 32        | 2       | 1      | —          | —          | 13          | 1           | 1       | 0      | 83      | 34     |
| Nacional        | 2022          | Primera División de Uruguay | 14        | 8         | 0       | 0      | —          | —          | 2           | 0           | —       | —      | 16      | 8      |
| Grêmio          | 2023          | Série A                     | 33        | 17        | 8       | 2      | —          | —          | —           | —           | 13      | 10     | 54      | 29     |
| Inter Miami     | 2024          | MLS                         | 27        | 20        | —       | —      | —          | —          | 4           | 2           | 6       | 3      | 37      | 25     |
| Inter Miami     | 2025          | MLS                         | 9         | 2         | —       | —      | —          | —          | 8           | 3           | 0       | 0      | 17      | 5      |
| Inter Miami     | Total         | Total                       | 36        | 22        | —       | —      | —          | —          | 12          | 5           | 6       | 3      | 54      | 30     |
| Total carieră   | Total carieră | Total carieră               | 616       | 395       | 60      | 40     | 6          | 4          | 128         | 52          | 43      | 27     | 854     | 519    |

1. ↑  Include KNVB Cup, FA Cup, Copa del Rey și Copa do Brasil
2. ↑  Include Football League Cup

### Internațional
| Uruguay | Uruguay | Uruguay |
| An      | Meciuri | Goluri  |
| ------- | ------- | ------- |
| 2007    | 6       | 2       |
| 2008    | 10      | 4       |
| 2009    | 12      | 3       |
| 2010    | 11      | 7       |
| 2011    | 13      | 10      |
| 2012    | 8       | 4       |
| 2013    | 16      | 9       |
| 2014    | 6       | 5       |
| 2016    | 8       | 3       |
| 2017    | 5       | 2       |
| 2018    | 11      | 6       |
| 2019    | 7       | 4       |
| 2020    | 3       | 4       |
| 2021    | 12      | 2       |
| 2022    | 9       | 3       |
| 2023    | 1       | 0       |
| 2024    | 5       | 1       |
| Total   | 143     | 69      |

### Goluri internaționale
| Golurile internaționale ale lui Luis Suárez | Golurile internaționale ale lui Luis Suárez | Golurile internaționale ale lui Luis Suárez               | Golurile internaționale ale lui Luis Suárez | Golurile internaționale ale lui Luis Suárez | Golurile internaționale ale lui Luis Suárez | Golurile internaționale ale lui Luis Suárez            |
| #                                           | Data                                        | Stadion                                                   | Oponent                                     | Scor                                        | Rezultat                                    | Competiție                                             |
| ------------------------------------------- | ------------------------------------------- | --------------------------------------------------------- | ------------------------------------------- | ------------------------------------------- | ------------------------------------------- | ------------------------------------------------------ |
| 1.                                          | 13 octombrie 2007                           | Estadio Centenario, Montevideo, Uruguay                   | Bolivia                                     | 1–0                                         | 5–0                                         | Calificările pentru Campionatul Mondial de Fotbal 2010 |
| 2.                                          | 18 noiembrie 2007                           | Estadio Centenario, Montevideo, Uruguay                   | Chile                                       | 1–0                                         | 2–2                                         | Calificările pentru Campionatul Mondial de Fotbal 2010 |
| 3.                                          | 6 februarie 2008                            | Estadio Centenario, Montevideo, Uruguay                   | Columbia                                    | 2–2                                         | 2–2                                         | Meci amical                                            |
| 4.                                          | 25 mai 2008                                 | Ruhrstadion, Bochum, Germania                             | Turcia                                      | 1–0                                         | 3–2                                         | Meci amical                                            |
| 5.                                          | 25 mai 2008                                 | Ruhrstadion, Bochum, Germania                             | Turcia                                      | 2–2                                         | 3–2                                         | Meci amical                                            |
| 6.                                          | 28 mai 2008                                 | Ullevaal Stadion, Oslo, Norvegia                          | Norvegia                                    | 1–1                                         | 2–2                                         | Meci amical                                            |
| 7.                                          | 10 iunie 2009                               | Polideportivo Cachamay, Puerto Ordaz, Venezuela           | Venezuela                                   | 1–1                                         | 2–2                                         | Calificările pentru Campionatul Mondial de Fotbal 2010 |
| 8.                                          | 9 septembrie 2009                           | Estadio Centenario, Montevideo, Uruguay                   | Columbia                                    | 1–0                                         | 3–1                                         | Calificările pentru Campionatul Mondial de Fotbal 2010 |
| 9.                                          | 10 octombrie 2009                           | Estadio Olímpico Atahualpa, Quito, Ecuador                | Ecuador                                     | 1–1                                         | 2–1                                         | Calificările pentru Campionatul Mondial de Fotbal 2010 |
| 10.                                         | 3 martie 2010                               | AFG Arena, St. Gallen, Elveția                            | Elveția                                     | 2–1                                         | 3–1                                         | Meci amical                                            |
| 11.                                         | 22 iunie 2010                               | Royal Bafokeng Stadium, Rustenburg, Africa de Sud         | Mexic                                       | 1–0                                         | 1–0                                         | Campionatul Mondial de Fotbal 2010                     |
| 12.                                         | 26 iunie 2010                               | Nelson Mandela Bay Stadium, Port Elizabeth, Africa de Sud | Coreea de Sud                               | 1–0                                         | 2–1                                         | Campionatul Mondial de Fotbal 2010                     |
| 13.                                         | 26 iunie 2010                               | Nelson Mandela Bay Stadium, Port Elizabeth, Africa de Sud | Coreea de Sud                               | 2–1                                         | 2–1                                         | Campionatul Mondial de Fotbal 2010                     |
| 14.                                         | 8 octombrie 2010                            | Gelora Bung Karno Stadium, Jakarta, Indonezia             | Indonezia                                   | 2–1                                         | 7–1                                         | Meci amical                                            |
| 15.                                         | 8 octombrie 2010                            | Gelora Bung Karno Stadium, Jakarta, Indonezia             | Indonezia                                   | 3–1                                         | 7–1                                         | Meci amical                                            |
| 16.                                         | 8 octombrie 2010                            | Gelora Bung Karno Stadium, Jakarta, Indonezia             | Indonezia                                   | 5–1                                         | 7–1                                         | Meci amical                                            |
| 17.                                         | 8 iunie 2011                                | Estadio Centenario, Montevideo, Uruguay                   | Țările de Jos                               | 1–0                                         | 1–1                                         | Meci amical                                            |
| 18.                                         | 4 iulie 2011                                | Estadio del Bicentenario, San Juan, Argentina             | Peru                                        | 1–1                                         | 1–1                                         | Copa América 2011                                      |
| 19.                                         | 19 iulie 2011                               | Estadio Ciudad de La Plata, La Plata, Argentina           | Peru                                        | 1–0                                         | 2–0                                         | Copa América 2011                                      |
| 20.                                         | 19 iulie 2011                               | Estadio Ciudad de La Plata, La Plata, Argentina           | Peru                                        | 2–0                                         | 2–0                                         | Copa América 2011                                      |
| 21.                                         | 24 iulie 2011                               | Estadio Monumental, Buenos Aires, Argentina               | Paraguay                                    | 1–0                                         | 3–0                                         | Copa América 2011                                      |
| 22.                                         | 7 octombrie 2011                            | Estadio Centenario, Montevideo, Uruguay                   | Bolivia                                     | 1–0                                         | 4–2                                         | Calificările pentru Campionatul Mondial de Fotbal 2014 |
| 23.                                         | 11 noiembrie 2011                           | Estadio Centenario, Montevideo, Uruguay                   | Chile                                       | 1–0                                         | 4–0                                         | Calificările pentru Campionatul Mondial de Fotbal 2014 |
| 24.                                         | 11 noiembrie 2011                           | Estadio Centenario, Montevideo, Uruguay                   | Chile                                       | 2–0                                         | 4–0                                         | Calificările pentru Campionatul Mondial de Fotbal 2014 |
| 25.                                         | 11 noiembrie 2011                           | Estadio Centenario, Montevideo, Uruguay                   | Chile                                       | 3–0                                         | 4–0                                         | Calificările pentru Campionatul Mondial de Fotbal 2014 |
| 26.                                         | 11 noiembrie 2011                           | Estadio Centenario, Montevideo, Uruguay                   | Chile                                       | 4–0                                         | 4–0                                         | Calificările pentru Campionatul Mondial de Fotbal 2014 |
| 27.                                         | 25 mai 2012                                 | Stadionul Lokomotiv, Moscova, Rusia                       | Rusia                                       | 1–0                                         | 1–1                                         | Meci amical                                            |
| 28.                                         | 10 iunie 2012                               | Estadio Centenario, Montevideo, Uruguay                   | Peru                                        | 1–0                                         | 4–2                                         | Calificările pentru Campionatul Mondial de Fotbal 2014 |
| 29.                                         | 16 octombrie 2012                           | Estadio Hernando Siles, La Paz, Bolivia                   | Bolivia                                     | 1–4                                         | 1–4                                         | Calificările pentru Campionatul Mondial de Fotbal 2014 |
| 30.                                         | 14 noiembrie 2012                           | PGE Arena Gdańsk, Gdańsk, Polonia                         | Polonia                                     | 3–1                                         | 3–1                                         | Meci amical                                            |
| 31.                                         | 22 martie 2013                              | Estadio Centenario, Montevideo, Uruguay                   | Paraguay                                    | 1–0                                         | 1–1                                         | Calificările pentru Campionatul Mondial de Fotbal 2014 |
| 32.                                         | 5 iunie 2013                                | Estadio Centenario, Montevideo, Uruguay                   | Franța                                      | 1–0                                         | 1–0                                         | Meci amical                                            |
| 33.                                         | 16 iunie 2013                               | Arena Pernambuco, Recife, Brazilia                        | Spania                                      | 1–2                                         | 1–2                                         | Cupa Confederațiilor FIFA 2013                         |
| 34.                                         | 23 iunie 2013                               | Arena Pernambuco, Recife, Brazilia                        | Tahiti                                      | 7–0                                         | 8–0                                         | Cupa Confederațiilor FIFA 2013                         |
| 35.                                         | 23 iunie 2013                               | Arena Pernambuco, Recife, Brazilia                        | Tahiti                                      | 8–0                                         | 8–0                                         | Cupa Confederațiilor FIFA 2013                         |
| 36                                          | 14 august 2013                              | Miyagi Stadium, Rifu, Japonia                             | Japonia                                     | 3–0                                         | 4–2                                         | Meci amical                                            |
| 37.                                         | 6 septembrie 2013                           | Estadio Nacional, Lima, Peru                              | Peru                                        | 1–0                                         | 2–1                                         | Calificările pentru Campionatul Mondial de Fotbal 2014 |
| 38.                                         | 6 septembrie 2013                           | Estadio Nacional, Lima, Peru                              | Peru                                        | 2–0                                         | 2–1                                         | Calificările pentru Campionatul Mondial de Fotbal 2014 |
| 39.                                         | 15 octombrie 2013                           | Estadio Centenario, Montevideo, Uruguay                   | Argentina                                   | 2–1                                         | 3–2                                         | Calificările pentru Campionatul Mondial de Fotbal 2014 |
| 40.                                         | 19 iunie 2014                               | Arena Corinthians, São Paulo, Brazilia                    | Anglia                                      | 1–0                                         | 2–1                                         | Campionatul Mondial de Fotbal 2014                     |
| 41.                                         | 19 iunie 2014                               | Arena Corinthians, São Paulo, Brazilia                    | Anglia                                      | 2–1                                         | 2–1                                         | Campionatul Mondial de Fotbal 2014                     |
| 42.                                         | 13 octombrie 2014                           | Al-Buraimi Stadium, Al-Buraimi, Oman                      | Oman                                        | 1–0                                         | 3–0                                         | Amical                                                 |
| 43.                                         | 13 octombrie 2014                           | Al-Buraimi Stadium, Al-Buraimi, Oman                      | Oman                                        | 2–0                                         | 3–0                                         | Amical                                                 |
| 44.                                         | 13 noiembrie 2014                           | Estadio Centenario, Montevideo, Uruguay                   | Costa Rica                                  | 1–1                                         | 3–3                                         | Amical                                                 |
| 45.                                         | 25 martie 2016                              | Arena Pernambuco, Recife, Brazilia                        | Brazilia                                    | 2–2                                         | 2–2                                         | Calificările pentru Campionatul Mondial de Fotbal 2018 |

## Palmares

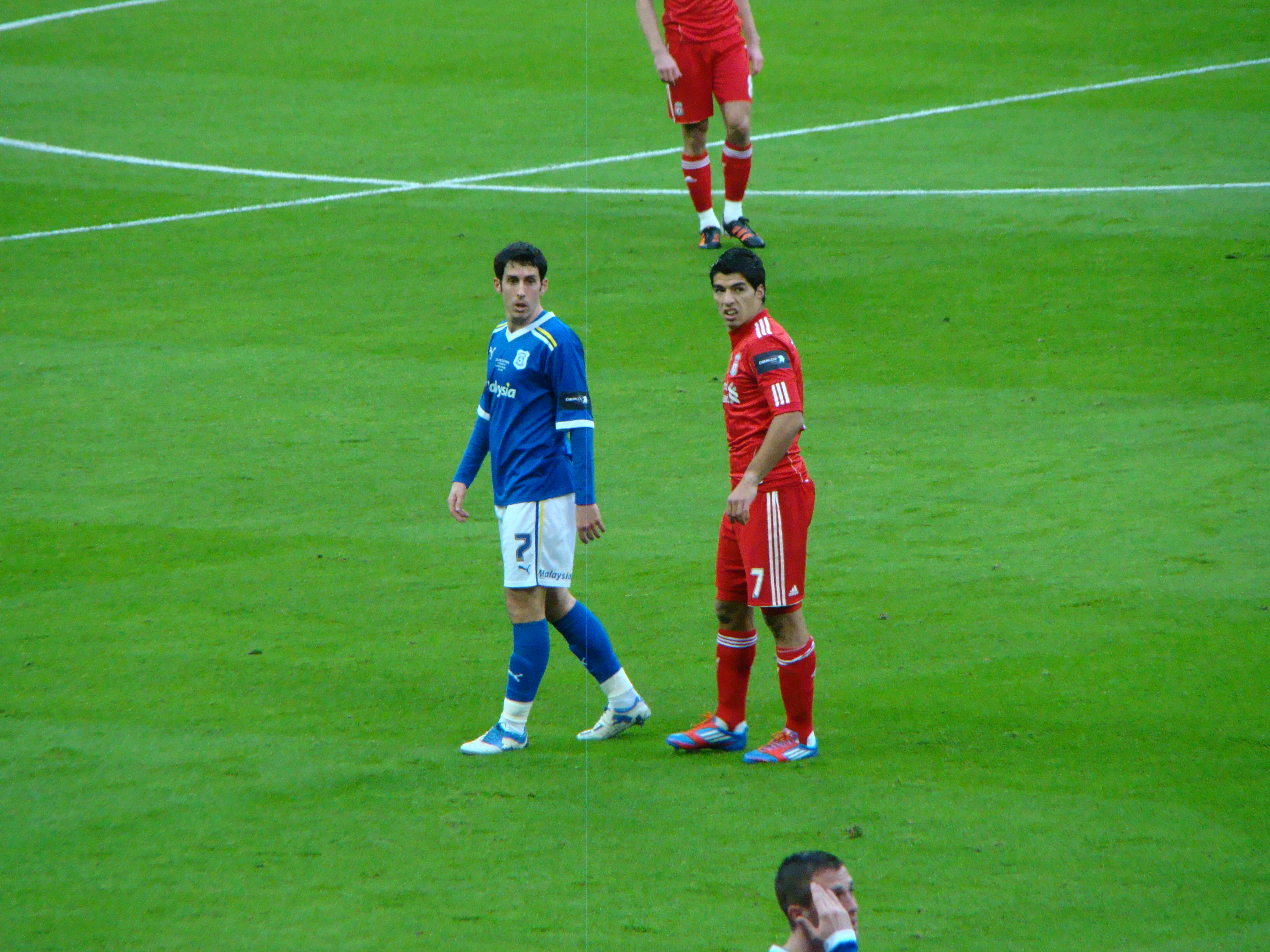
Suárez (dreapta) în finala Football League Cup 2012 contra Cardiff City, primul său trofeu câștigat la Liverpool

### Club
Nacional
- Primera División de Uruguay (1): 2005–06

Ajax
- Eredivisie (1): 2010–11[9][58]
- KNVB Cup (1): 2009–10
- Johan Cruijff Shield (1): 2007

Liverpool
- Football League Cup (1): 2011–12

Barcelona
- La Liga: 2014–15, 2015–16
- Copa del Rey: 2014–2015, 2015–2016
- UEFA Champions League: 2014–15
- Supercupa Europei: 2015
- Campionatul Mondial al Cluburilor FIFA: 2015

### Internațional
Uruguay
- Copa América (1): 2011

### Individual
- FSF Player of the Year (1): 2013
- PFA Team of the Year (1): 2012–13
- Fotbalistul olandez al anului (1): 2009–10
- Copa América Player of the Tournament (1): 2011
- Eredivisie Golden Boot (1): 2009–10
- Ajax Player of the Year (2): 2008–09, 2009–10
- Ajax Top Goalscorer (2): 2008–09, 2009–10
- KNVB Cup Top Goalscorer (1): 2009–10
- Liverpool FC Player of the Year (1): 2012–13
- Liverpool FC Top Goalscorer (2): 2011–12, 2012–13
- Premier League Player of the Month (1): decembrie 2013
- Premier League Golden Boot Landmark Award 10 (1): 2012–13
- Premier League Golden Boot Landmark Award 20 (2): 2012–13, 2013–14
- Calificările pentru Campionatul Mondial de Fotbal 2014 (CONMEBOL): Golgheter (11 goluri)